# ハーラル・アッゲル
ハーラル・アッゲル （Harald Agger, 1889年4月11日– 1954年5月20日）は、デンマークの陸上競技の選手だった 。彼は、1908年夏季オリンピックで男子ハンマー投に出場した。 

## 参照資料
1. ↑  “Harald Agger Olympic Results”.  Sports Reference LLC. 2020年4月17日時点のオリジナルよりアーカイブ。2018年1月20日閲覧。